# 毛药列当
毛药列当（学名：Orobanche ombrochares），为列当科列当属下的一个植物种。